# L'Albanais
Pour plus de détails, voir Fiche technique et Distribution.
L'Albanais (Der Albaner) est un film allemand réalisé par Johannes Naber, sorti en 2010.

## Fiche technique
- Titre : L'Albanais
- Titre original : Der Albaner
- Réalisation : Johannes Naber
- Scénario : Johannes Naber, Chris Silber, Andeta Spahivogli et Alexander Steimle
- Musique : Oli Biehler
- Photographie : Sten Mende
- Montage : Ben von Grafenstein
- Production : Dritan Huqi et Boris Schönfelder
- Société de production : Arte, Neue Schönhauser Filmproduktion et On Film Production
- Pays :  Allemagne et  Albanie
- Genre : Drame
- Durée : 105 minutes
- Dates de sortie : 
  -  Russie : 24 janvier 2010 (Festival international du film de Moscou)
  -  Allemagne : 4 août 2011

## Distribution
- Nik Xhelilaj : Arben Shehu
- Amos Muji Zaharia : Ilir Shehu
- Çun Lajçi : le père d'Arben
- Luan Jaha : l'oncle d'Arben
- Fatime Lajci : la mère d'Arben
- Vasillaq Godo : le grand-père d'Arben
- Elton Lomthi : Artan
- Xhejlane Terbunja : Etleva Petriti
- Yllka Mujo : la mère d'Etleva
- Gulielm Radoja : le père d'Etleva
- Besmir Halitaj : Taulant
- Ledio Janushi : Skerdi
- Bruno Shllaku : Sali
- Julian Deda : Florenç
- Ivan Shvedoff : Slatko
- Stipe Erceg : Damir
- Eva Löbau : Nicola
- André Hennicke : le pharmacien

## Distinctions
- Festival international du film de Bergen 2010 : Prix spécial du jury[1]